# Gilberto Evangelisti
Gilberto Evangelisti (Alatri, 17 settembre 1928 – Roma, 18 aprile 2011) è stato un giornalista italiano.

## Biografia
Fratello di Franco (presidente dell'A.S. Roma, parlamentare e ministro), Gilberto Evangelisti fu una delle figure di spicco del giornalismo sportivo, radiofonico e televisivo, della Rai: diresse il pool sportivo dell'azienda e firmò le radiocronache di eventi di rilievo, dalle Olimpiadi ai mondiali di calcio, e rubriche di grande successo come Novantesimo minuto e Tutto il calcio minuto per minuto. Si occupò anche dell'acquisizione dei diritti sportivi.
Fu attivo, fino a tarda età, anche in ambito sindacale e nell'insegnamento nelle principali scuole di giornalismo italiane, ricoprendo per lunghi anni l'incarico di segretario della commissione d'esame dell'Ordine dei giornalisti. Nel 1989 divenne presidente della Federazione Nazionale della Stampa Italiana. Nella sua città natale, Alatri, ideò e organizzò per anni con il collega e concittadino Tarcisio Tarquini il Premio giornalistico Alberto Minnucci, presieduto da Sergio Zavoli.
Nel 1991 viene nominato dalla Rai primo direttore della testata giornalistica sportiva, oggi nota come Rai Sport, con il compito di assorbire le redazioni sportive dei tre telegiornali e di curarne i servizi, le dirette e le trasmissioni, per anni sotto la gestione delle singole testate (TG1, TG2 e TG3).